# Mende de Pal·lene
Mende o Mendes (llatí: Mendae, en grec antic: Μένδη i, tardanament, Μένδαι) va ser una ciutat de la península de Pal·lene (Calcídica), al sud-oest del cap.
Era una colònia d'Erètria (Eubea) que va quedar sotmesa a Atenes junt amb altres ciutats del territori i la península Calcídica. Segons Tucídides, quan va arribar el general espartà Bràsides en el marc de la Guerra del Peloponès, es va revoltar contra els atenencs però Nícies i Nicòstrat la van recuperar. L'any 200 aC, segons Titus Livi, Àtal I de Pèrgam i els romans van fer una expedició a la zona perquè era un petit port marítim que depenia de Cassandria i ocupava la major part de la península juntament amb Escione. Segons Ateneu de Nàucratis, Mende era famosa pels seus vins, molt apreciats a l'antiguitat.
Probablement es tracta d'unes ruïnes al lloc modern de Kávo-Posídhi.